# Nate Campbell
Nate Campbell, właśc. Nathaniel Campbell (ur. 7 marca 1972 w Jacksonville) – amerykański bokser, były zawodowy mistrz świata organizacji IBF, WBO i WBA w kategorii lekkiej (do 135 funtów).
Zawodową karierę rozpoczął w lutym 2000 roku. Pierwszych 17 pojedynków zakończył zwycięstwami przez nokaut. Do końca 2002 roku wygrał 23 walki. Pierwszej porażki doznał 25 stycznia 2003 roku w pojedynku ze złotym medalistą olimpijskim z Barcelony, Joelem Casamayorem.
14 marca 2004 roku został znokautowany w piątej rundzie przez Robbiego Pedena, w walce eliminacyjnej IBF w kategorii junior lekkiej. Campbell w pewnej chwili z niewiadomych powodów całkowicie opuścił ręce na dół i przestał się bronić, co wykorzystał Peden zadając nokautujący cios. Rok później, w walce o wakujący tytuł mistrza świata IBF tej samej kategorii, ponownie przegrał z Pedenem, tym razem przez techniczny nokaut w ósmej rundzie. Cztery miesiące później doznał czwartej porażki w karierze, przegrywając z Franciskiem Lorenzo.
Po wygraniu kolejnych dwóch pojedynków, 7 kwietnia 2006 roku Campbell przegrał niejednogłośnie na punkty z Isaakiem Hlatshwayo. Była to jak na razie jego ostatnia przegrana. Jeszcze w tym samym roku pokonał jednogłośnie na punkty Polaka Macieja Zegana. W 2007 roku stoczył dwie zwycięskie walki - w marcu pokonał na punkty Ricky Quilesa, a w lipcu Wilsona Alcorro (TKO w 6 rundzie).
8 marca 2008 roku zmierzył się z Juanem Díazem. Stawką pojedynku były trzy mistrzowskie pasy:IBF, WBA i WBO. Po zaciętej walce niejednogłośną decyzją na punkty wygrał Campbell i został niekwestionowanym mistrzem świata w kategorii lekkiej. Na początku 2009 roku zrzekł się tytułu mistrza świata organizacji WBA.
14 lutego 2009 roku zmierzył się z Ali Funeką z RPA. Stawką pojedynku miały być pasy mistrzowskie federacji IBF i WBO, jednak Campbell nie zdołał zmieścić się w limicie wagowym i został pozbawiony swoich tytułów. Ostatecznie walkę wygrał Amerykanin decyzją większości na punkty.
Po tej walce Campbell zmienił kategorię wagową na wyższą. 1 sierpnia 2009 roku zmierzył się z Timothym Bradleyem w walce o tytuł mistrza świata WBO w kategorii junior półśredniej. W trzeciej rundzie Campbell w wyniku przypadkowego zderzenia głowami doznał dużego rozcięcia skóry nad lewym okiem. Pojedynek został przerwany w przerwie między trzecią i czwartą rundą, ponieważ kontuzja uniemożliwiała bokserowi dalszą walkę. Zwycięzcą został ogłoszony Bradley. Jednak po proteście złożonym przez Campbella kilka tygodni później walka została uznana za nieodbytą, ponieważ kontuzja nie została spowodowana ciosem rywala, lecz przypadkowym zderzeniem głowami.